# Epiphania Pritzl
Epiphania Pritzl (* 26. August 1881 in Hirschau (Hyršov), heute Gemeinde Neumark; † 18. März 1944 im KZ Ravensbrück) war eine römisch-katholische Ordensoberin der Schulschwestern von Unserer Lieben Frau in Böhmen und Opfer des Nationalsozialismus.

## Leben
Barbara Pritzl wurde als Tochter eines Landwirts in Hirschau in Böhmen geboren. Im Alter von 12 Jahren trat sie als Aspirantin in die Kongregation der 1853 in Hirschau gegründeten Schulschwestern von Unserer Lieben Frau ein. Am 9. August 1900 wurde sie eingekleidet und nahm den Ordensnamen (Maria) Epiphania an. 2 Jahre später legte sie die Gelübde ab. Über Budweis und Einsiedl (1903) kam sie 1906 als Lehrerin nach Marienbad. Ab 1919 unterrichtete sie dort in der Bürgerschule und wurde 1934 deren Direktorin. Am 13. März 1939 wurde sie von den Nationalsozialisten als Direktorin abgesetzt und am 1. Februar 1940 ganz aus dem Schuldienst entlassen. Am 14. September 1942 wurde sie vom Generalrat des Ordens zur Provinzoberin ernannt. Im September und Oktober 1943 untersagte ihr die Gestapo weitere Aufnahmen in den Orden, was sie heimlich unterlief. Von der Gestapo nach Karlsbad zitiert, wurde sie dort am 3. November 1943 festgenommen und inhaftiert. Am 28. Februar 1944 in das KZ Ravensbrück überführt (Block 11, Nr. 29.863), erkrankte sie am 12. März und starb am 18.

## Gedenken
Die katholische Kirche hat Schwester Epiphania Pritzl als Blutzeugen aus der Zeit des Nationalsozialismus in das deutsche Martyrologium des 20. Jahrhunderts aufgenommen.